# 狍鴞
狍鸮,是中国传说中的一种吃人的异兽。从敦头山再往北三百五十里,有座吾山,山上盛产玉石,山下盛产铜。山中有一种野兽,羊的身体但是人的脸。眼睛长在腋窝下,有着老虎一样的牙齿，指甲像人，声音像婴儿哭。记载于山海经北山经。

## 记载
钩吾又北三百五十里,曰钩吾,其上多玉,其多铜。有兽,其状如羊,人面,其目在,齿人爪,其音如婴儿,名曰狍鸮,食人。

## 参看
中国妖怪列表